# Kecamatan Adonara Timur
Kecamatan Adonara Timur är ett distrikt i Indonesien.   Det ligger i provinsen Nusa Tenggara Timur, i den sydöstra delen av landet, 1 800 km öster om huvudstaden Jakarta. Kecamatan Adonara Timur ligger på ön Pulau Adonara.